# Cephalotes cordiae
Cephalotes cordiae är en myrart som först beskrevs av Hermann Stitz 1913.  Cephalotes cordiae ingår i släktet Cephalotes och familjen myror. Inga underarter finns listade.